# 대미종속론
대미종속론(일본어: 対米従属論 타이베이쥬조쿠론[*])은 전후 일본과 미국의 관계에 관한 하나의 견해다.
마고사키 우케루는 종미(従米)우익이라는 전후 일본 내셔널리즘의 일그러짐을 지적하고, 일본의 주권을 침해하고 있는 주체가 미국이거늘, 일본인이 중국이나 조선반도를 비판의 대상으로 삼는 것은 의문스럽다고 발언했다. 또한 요시다 시게루로 대표되는 전후 일본의 보수본류의 근본은 종미주의자들이라고 했다.
주일미군 문제 전문가인 오키나와국제대학 교수 마에도마리 히로모리는 일미행정협정(현 일미지위협정)이 미군에게 일본의 주권침해를 허용하여 대미종속을 야기하는 핵심적 불평등협정일 뿐 아니라, 원자력발전소 재가동 문제, 검찰 파시즘 등 구조적 병폐까지 일본 사회에 미치고 있음을 분석했다.
많은 대미종속론자가 공저한 『끝나지 않는 〈점령〉: 대미자립과 일미안보 재검토를 제언하다!』(법률문화사, 2013년)에서는 종미주의 대미종속파를 무찌르기 위해서는 특정 개인이나 정당에만 의존할 것이 아니라, 의회와 지역을 초월한 국민적 규모에서의 대중참여형 민주정치가 아니고서는 일본 자주독립의 승리를 달성할 수 없다는 견해가 정식화되었다. 이에 따라 대미자주독립파의 목표는 “점령정책의 연장선상에서 유지되는 미군 우위의 협정에 의해 침해되는 일본 주권의 회복”이라는 것이 일반적 견해댜.
그 밖에 아베 코우지의 「알아서는 안 될 숨겨진 일본지배의 구조」, 시라이 사토시의 『영속패전론』과 『국체론: 국화와 성조기』에서는 미일안보조약이 일본국 헌법보다 상위에 군림하면서 현대판 국체로 기능하고 있음을 갈파했다.
2022년 1월에는 야마구치현 참의원의원 키타무라 츠네오(자민당)가 “극동의 평화안정을 위해서는 미군의 역할이 크다. (그래서) 미군기지에서 (신종 코로나바이러스가) 확산되었다고 (미군이) 나쁘다는 견해는 가질 수 없다”고 주장했다. 이에 대해  『닛칸스포츠』는 “자민당 보수파는 냉전시대부터 진보가 없다”고 논설했다.
한편, 일본공산당은 1961년 제8회 대회에서 채택한 강령에서 일본의 지위를 “고도로 발달한 자본주의국이면서 반점령된 종속국”으로 위치짓고, 일본 독점자본의 지배와 함께 종속적 위치에도 반대하여 일본의 독립을 쟁취하는 “반제 반독점 인민민주주의혁명”을 강령으로 내걸었다. 일본공산당의 이러한 대미종속론적 정세인식은 용어만 바꾸어 가면서 지금까지도 기본적으로 변하지 않고 있다. 이러한 인식에 대해 사회당 좌파나 신좌파에서는 “미국으로부터 자립한 일본제국주의의 존재를 무시하는 논설이다”, “사회주의 혁명을 영원한 미래로 미루어버리기 위한 구실이다” 등의 비판을 제기해왔다.